# Nagroda Grace Murray Hopper
Grace Murray Hopper Award – nagroda przyznawana od 1971 przez Association for Computing Machinery za wybitny wkład w dziedzinie informatyki.
Istnieje też szereg innych nagród, które przyjęły w nazwie nazwisko Grace Hopper po jej śmierci w 1992.

## Laureaci
- 1971 Donald E. Knuth
- 1972 Paul E. Dirksen
- 1972 Paul H. Cress
- 1973 Lawrence Breed
- 1973 Richard Lathwell
- 1973 Roger Moore
- 1974 George N. Baird
- 1975 Allen L. Scherr
- 1976 Edward H. Shortliffe
- 1978 Raymond Kurzweil
- 1979 Stephen Wozniak
- 1980 Robert M. Metcalfe
- 1981 Daniel S. Bricklin
- 1982 Brian K. Reid
- 1984 Daniel H.H. Ingalls, Jr.
- 1985 Cordell Green
- 1986 William N. Joy
- 1987 John K. Ousterhout
- 1988 Guy L. Steele
- 1989 W. Daniel Hillis
- 1990 Richard Stallman
- 1991 Feng-hsiung Hsu
- 1993 Bjarne Stroustrup
- 1996 Shafrira Goldwasser
- 1999 Wen-mei Hwu
- 2000 Lydia Kavraki
- 2001 George Necula
- 2002 Ramakrishnan Srikant
- 2003 Stephen W. Keckler
- 2004 Jennifer Rexford
- 2005 Omer Reingold
- 2006 Daniel Klein
- 2007 Vern Paxson
- 2008 Dawson Engler
- 2009 Tim Roughgarden
- 2010 Craig Gentry
- 2011 Luis von Ahn
- 2012 Dina Katabi i Martin Casado
- 2013 Pedro Felipe Felzenszwalb
- 2014 Sylvia Ratnasamy

Nagród nie przyznano w latach 1977, 1983, 1992, 1994, 1995, 1997 i 1998.